# Lijst van beelden in West Maas en Waal
Dit is een (onvolledige) chronologische lijst van beelden in West Maas en Waal. Onder een beeld wordt hier verstaan elk driedimensionaal kunstwerk in de openbare ruimte van de Nederlandse gemeente West Maas en Waal, waarbij beeld wordt gebruikt als verzamelbegrip voor sculpturen, standbeelden, installaties, gedenktekens en overige beeldhouwwerken.
Voor een volledig overzicht van de beschikbare afbeeldingen zie: Beelden in West Maas en Waal op Wikimedia Commons

## Alphen (Gelderland)
| Geplaatst | Omschrijving       | Kunstenaar | Straat       | Plaats              | Materiaal | Afbeelding |
| --------- | ------------------ | ---------- | ------------ | ------------------- | --------- | ---------- |
| onbekend  | De Heilige Familie | onbekend   | Kerkstraat 3 | Alphen (Gelderland) |           |            |

## Altforst
| Geplaatst | Omschrijving                             | Kunstenaar | Straat                            | Plaats   | Materiaal   | Afbeelding |
| --------- | ---------------------------------------- | ---------- | --------------------------------- | -------- | ----------- | ---------- |
| 2020      | Drie Kikkers                             | onbekend   | Heppertsestraat, Molenstraat en ? | Altforst | cortenstaal |            |
| onbekend  | Heilige Donatus (H. Donatuskerk)         | onbekend   | Kerkstraat 8                      | Altforst |             |            |
| onbekend  | Heilige Hartbeeld (naast H. Donatuskerk) | onbekend   | Kerkstraat 8                      | Altforst | Zandsteen   |            |

## Appeltern
| Geplaatst | Omschrijving                           | Kunstenaar     | Straat                                             | Plaats    | Materiaal   | Afbeelding |
| --------- | -------------------------------------- | -------------- | -------------------------------------------------- | --------- | ----------- | ---------- |
| 1930      | Heilig Hartbeeld                       | Jan Custers    | Maasdijk 26 (Sint-Servatiuskerk)                   | Appeltern |             |            |
| 1930      | St. Servatius                          | Jan Custers    | Maasdijk 26                                        | Appeltern |             |            |
| 2020      | Vijf appels                            | onbekend       | bij de dorpsgrenzen                                | Appeltern | cortenstaal |            |
| onbekend  | Monument Stoomgemaal De Tuut           | onbekend       | De Tuut 1                                          | Appeltern |             |            |
| onbekend  | Calvariegroep                          | onbekend       | Spitsestraat 3-5 (Begraafplaats Appeltern)         | Appeltern |             |            |
| onbekend  | Monument ongedoopte kinderen           | Ger van Iperen | Spitsestraat 3-5 (Begraafplaats Appeltern)         | Appeltern |             |            |
| onbekend  | Joan Derk van der Capellen tot den Pol | onbekend       | Kasteelstraat / Walstraat (Heerlijkheid Appeltern) | Appeltern |             |            |

## Beneden-Leeuwen
| Geplaatst | Omschrijving                         | Kunstenaar  | Straat                                           | Plaats          | Materiaal | Afbeelding |
| --------- | ------------------------------------ | ----------- | ------------------------------------------------ | --------------- | --------- | ---------- |
| 1874      | Gedenkzuil overstroming-Willem III   | onbekend    | Waalbandijk                                      | Beneden-Leeuwen |           |            |
| 1900ca.   | reliëf van Sint Alphonsus de Liguori | onbekend    | Zandstraat 77                                    | Beneden-Leeuwen | zandsteen |            |
| 1977      | Pastoor Jans                         | onbekend    | Zandstraat 75                                    | Beneden-Leeuwen |           |            |
| 1978/79   | Zonder titel. Vissen                 | Jac Maris   | Pastoor Zijlmansstraat 3, Museum Tweestromenland | Beneden-Leeuwen | staal     |            |
| 2010      | De Smid                              | Ed van Heck | Zandstraat 118                                   | Beneden-Leeuwen |           |            |
| onbekend  | Plaquette Mina Kuppenboom            | onbekend    | Dorpsplein                                       | Beneden-Leeuwen |           |            |

## Boven-Leeuwen
| Geplaatst | Omschrijving     | Kunstenaar | Straat                                                | Plaats        | Materiaal | Afbeelding |
| --------- | ---------------- | ---------- | ----------------------------------------------------- | ------------- | --------- | ---------- |
| 1900ca.   | Heilig Hartbeeld | onbekend   | Pastoor Schoenmakersstraat 2, (Sint-Willibrorduskerk) | Boven-Leeuwen | zandsteen |            |
| 2020      | Groene Vink      | onbekend   | Park Groenewoud                                       | Boven-Leeuwen |           |            |

## Dreumel
| Geplaatst | Omschrijving               | Kunstenaar             | Straat                                       | Plaats  | Materiaal | Afbeelding |
| --------- | -------------------------- | ---------------------- | -------------------------------------------- | ------- | --------- | ---------- |
| 1869ca.   | Maria en Jozef             | onbekend               | Rooijsestraat 63 (Sint-Barbarakerk)          | Dreumel |           |            |
| 1926      | Heilig Hart beeld          | August Falise          | Rooijsestraat 63, (Sint-Barbarakerk)         | Dreumel |           |            |
| 1960ca.   | Pietje                     | onbekend               | Nieuwstraat 10, (schooltuin bs De Oversteek) | Dreumel | brons     |            |
| onbekend  | De Oversteek gevelornament | onbekend               | Nieuwstraat 10, (bs De Oversteek)            | Dreumel |           |            |
| 2007      | Paarden, (rotondekunst)    | Martin van Steenbergen | van Heemstraweg / Nieuwstraat                | Dreumel |           |            |
| onbekend  | Wapen van Dreumel          | onbekend               | van der Kleijstraat / Nieuwstraat            | Dreumel | staal     |            |
| 2021      | 8 Muurgedichten            |                        | 8 locaties                                   | Dreumel |           |            |

## Maasbommel
| Geplaatst | Omschrijving                                  | Kunstenaar                       | Straat                          | Plaats     | Materiaal   | Afbeelding |
| --------- | --------------------------------------------- | -------------------------------- | ------------------------------- | ---------- | ----------- | ---------- |
| 1992      | Schandpaal                                    | onbekend                         | Kapiteinweg                     | Maasbommel |             |            |
| 2014      | De Bennemaker                                 | Beatrix Smit                     | Kerkstraat, (MFA Het Hanzehuys) | Maasbommel |             |            |
| 2021      | Entree bord Klaverblad (met adelaar en schip) | Hein van Houten en Harm van Dijk | Raadhuisdijk bij 44             | Maasbommel | cortenstaal |            |

## Wamel
| Geplaatst | Omschrijving          | Kunstenaar             | Straat                                   | Plaats        | Materiaal | Afbeelding |
| --------- | --------------------- | ---------------------- | ---------------------------------------- | ------------- | --------- | ---------- |
| 2007      | Koeien (rotondekunst) | Martin van Steenbergen | Van Heemstraweg / Veesteeg               | Boven-Leeuwen |           |            |
| 2021      | Anker                 | onbekend               | bij carnavalsvereniging De Oude Gierpont | Wamel         |           |            |